# Flughafen Altoona–Blair County

i7
i11
i13
Der Altoona–Blair County Airport (IATA-Code: AOO, ICAO-Code: KAOO) ist ein öffentlicher Flughafen für die allgemeine Luftfahrt, 22 km südlich von Altoona im Blair County, Pennsylvania in den Vereinigten Staaten.

## Flughafendaten
Er hat zwei Asphaltpisten: eine mit 1666 m Länge und 30 m Breite und eine mit 1118 m Länge und 23 m Breite. Die Fläche des Flughafens beträgt 129 ha. Die Seehöhe beträgt 458 m.

## Geschichte
Ursprünglich als Cove-Valley Airport bekannt, wurde der Altoona-Blair County Airport am 22. Oktober 1938 in Anwesenheit des damaligen Gouverneurs Earle offiziell eingeweiht. Nach der Schließung des Flughafens Duncansville im Jahr 1956 wurde der Altoona-Blair County Airport in Martinsburg zum einzigen Flughafen des Countys.
Erster Linienflugbetrieb wurde ab 1949 von All American Airways durchgeführt. Altoona war Zwischenstopp auf der Strecke Cincinnati – Philadelphia, welche mit Douglas DC-3 geflogen wurde. All American wurde im Jahr 1953 in Allegheny Airlines umbenannt. Es war die Fluggesellschaft, die den Flughafen Altoona am längsten anflog. Von 1959 flog sie bis 1971 mit Convair CV-580.
Als Allegheny Commuter flog sie 1981 Beechcraft Model 99 nach Harrisburg und mit De Havilland Canada DHC-6 Twin Otter nach Pittsburgh. Es wurden auch Mohawk 298 eingesetzt, eine umgerüstete Version der französischen Nord 262. Die Route nach Harrisburg wurde 1985 eingestellt, Johnstown ein neues Ziel.
Ab dem Jahr 1989 flog USAir Express nach Pittsburgh mit Beechcraft 1900, ab 1995 mit BAe Jetstream 31.
Silver Airways flog von August 2012 bis Oktober 2014 als United Express nach Washington–Dulles.
Seit dem Oktober 2002 fliegt Contour im Rahmen des Essential Air Service zwischen Altoona und Philadelphia sowie Fort Leonard Wood (TBN) und Cape Girardeau (CGI) in Missouri nach Nashville (BNA); und TBN nach Dallas/Fort Worth (DFW).
Im Jahr 2016 startete Southern Airways Flüge vom Baltimore-Washington International Airport nach Altoona. Nach Einstellung der Route, folgte am 1. Januar 2021 Boutique Air.

## Flugbetrieb
Im Jahr 2021 wurden 9.000 Passagiere befördert. Im Jahr 2022 fanden 23.750 Flugbewegungen statt, davon 4.500 lokale Bewegungen, 14.000 Zwischenlandungen, 5.150 Air-Taxi-Flüge und 100 militärische Flüge. 23 einmotorige, und 4 zweimotorige Flugzeuge und 1 Jetflugzeug waren 2022 hier stationiert.